# Sarcoglyphis potamophila
Sarcoglyphis potamophila är en orkidéart som först beskrevs av Rudolf Schlechter, och fick sitt nu gällande namn av Leslie Andrew Garay och Walter Kittredge. Sarcoglyphis potamophila ingår i släktet Sarcoglyphis och familjen orkidéer. Inga underarter finns listade i Catalogue of Life.